# Paul LeBlanc
Paul LeBlanc (* 1946 in Dieppe, New Brunswick; † 2. Oktober 2019 in Dieppe, New Brunswick) war ein kanadischer Hairstylist und Maskenbildner, der einen Oscar für das beste Make-up, einen British Academy Film Award für die beste Maske, einen Genie Award für besondere Verdienste sowie den Preis für sein Lebenswerk von der Hollywood Makeup Artist and Hair Stylist Guild erhalten hatte.

## Leben
Paul LeBlanc ist an Kanadas Ostküste in der Provinz New Brunswick aufgewachsen. LeBlanc begann seine Karriere als Maskenbildner in der Filmwirtschaft Hollywoods 1979 bei dem Film The Party is over… Die Fortsetzung von American Graffiti und wirkte an rund siebzig Filmen mit.
Bei der Oscarverleihung 1985 gewann er mit Dick Smith den Oscar für das beste Make-up für Amadeus (1984) von Miloš Forman mit F. Murray Abraham, Tom Hulce und Elizabeth Berridge in den Hauptrollen. Daneben gewannen beide den BAFTA Film Award für die beste Maske und er 1985 darüber hinaus den Genie Award für besondere Verdienste.
Im Jahr 2000 nominierte ihn die Hollywood Makeup Artist and Hair Stylist Guild für den Preis für das beste zeitgenössische Hairstyling in einem Kinofilm, und zwar für Überall, nur nicht hier (1999) von Wayne Wang mit Susan Sarandon, Natalie Portman und Hart Bochner in den Hauptrollen.
Für die vom Fernsehsender Syfy produzierte Science-Fiction-Miniserie Children of Dune (2003) von Regisseur Greg Yaitanes mit Alec Newman, James McAvoy und Jessica Brooks wurde er 2003 mit Tamara Koubová für einen Emmy für herausragendes Hairstyling in einer Miniserie nominiert. Außerdem wurde er 2003 von der Hollywood Makeup Artist and Hair Stylist Guild mit dem Preis für sein Lebenswerk (Lifetime Achievement Award) geehrt.
2004 erhielt er mit Jean Ann Black eine Nominierung für den BAFTA Film Award für die beste Maske für Big Fish (2003) von Tim Burton mit Ewan McGregor, Albert Finney und Alison Lohman. Des Weiteren waren er und Jean Ann Black dafür für den Phoenix Film Critics Society Award (PFCS Award) für das beste Make-up nominiert.

## Filmografie (Auswahl)
- 1979: The Party is over… Die Fortsetzung von American Graffiti
- 1983: Utilities
- 1983: Die Rückkehr der Jedi-Ritter
- 1984: Amadeus
- 1988: Hostage (Fernsehfilm)
- 1992: Basic Instinct
- 1996: Jack
- 2000: Requiem for a Dream
- 2004: Ladykillers
- 2007: No Country for Old Men
- 2010: Black Swan
- 2010: Magnifier

## Auszeichnungen
- 1985: Oscar für das beste Make-up
- 1985: Genie Award für besondere Verdienste
- 1986: BAFTA Film Award für die beste Maske
- 2003: Hollywood Makeup Artist and Hair Stylist Guild-Preis für das Lebenswerk